# Gilles Valiquette
 (juillet 2020).
Si vous disposez d'ouvrages ou d'articles de référence ou si vous connaissez des sites web de qualité traitant du thème abordé ici, merci de compléter l'article en donnant les références utiles à sa vérifiabilité et en les liant à la section « Notes et références ».
Pour les articles homonymes, voir Valiquette.
Gilles Valiquette est un guitariste chanteur et harmoniciste, auteur-compositeur-interprète, arrangeur, réalisateur et producteur québécois né le 7 avril 1952 à Montréal, Québec. Il est aussi propriétaire d'un commerce d'instruments de musique et auteur de livres, sur ses chansons notamment.

## Biographie
Il est guitariste, harmoniciste, chanteur et compositeur du groupe Someone de 1966 à 1971, groupe avec lequel il gravera deux 45 tours. Il accompagne par la suite, à la guitare, le duo Liette et François. Il chante également dans les cafés avec Richard et sa sœur, Marie-Claire Séguin, qui forment le duo Séguin à l'époque. Il devient le guitariste de Jacques Michel - il fera la première partie de son spectacle -, lequel l'encourage à entreprendre une carrière en solo.
Soutenu par le réalisateur René Letarte, il lance un premier album acoustique Chansons pour un café à l'automne 1972, qui contient la chanson Tout est mieux là-haut n'est-ce pas? qui sera éventuellement reprise par Séguin. Son second album Deuxième arrêt, à saveur nettement plus rock, paraît à la fin de 1973 et lui apporte le succès avec Je suis cool et La Vie en rose.
Après avoir participé à l'album Pas besoin de frapper pour entrer de Jacques Michel à la guitare, à l'harmonica et aux chœurs, il  cesse alors d'accompagner ce dernier et effectue quelques tournées au Québec, dont une avec Véronique Sanson avec qui il se produit également en Californie. Il tient la vedette d'un spectacle de la relève présenté à la Place des Arts de Montréal en 1974, année où il représente le Québec au Festival de Spa en Belgique.  Son troisième album, Du même nom, sort la même année et on y retrouve la participation de Plume Latraverse sur la chanson 1954.
Jusqu'en 1979, Gilles maintient sa popularité avec des chansons évoquant le quotidien montréalais. Il effectue des tournées en Europe en (1977), en Louisiane et en Ontario (de 1978 à 1979).
En 1980, il tient le rôle du lecteur de nouvelles dans la première version québécoise de Starmania. La même année, il sort son album Valiquette, peut-être le plus recherché de sa discographie mais le moins connu. Il y est seul musicien, accompagné de Pierre Bertrand et Monique Fauteux aux chœurs. Il y joue une guitare acoustique 12 cordes Norman reliée à un synthétiseur Arp Avatar, un pédalier basse Taurus Moog et une batterie électronique Roland, il s'accompagne parfois d'un harmonica. En 1981, il donne un concert dans les studios de la station de radio montréalaise CKOI, où il joue des pièces de ce même album pour lequel il utilise le même équipement que sur l'album Valiquette, à nouveau il est accompagné de Pierre Bertrand et Monique Fauteux aux chœurs, assistés du technicien réalisateur Quentin Meek. L'année suivante, il participe, comme acteur et musicien, à la comédie musicale J'ramasse mes p'tits pis j'pars en tournée adaptée par Denise Filiatrault. Avec Pierre Bertrand, il chante en 1982 au Transit, au Vieux-Port de Montréal et au Festival d'été de Québec. On lui doit la réalisation de plusieurs albums pour Plume Latraverse, Daniel Lavoie, Richard Séguin, Paul Piché, Nicole Martin (en 1982 pour l'album Une affaire de cœur), Pierre Bertrand et Gilles Rivard. En 1982 toujours, Gilles fait les arrangements pour l'album Moi c'est Clémence que j'aime le mieux de Renée Claude, puis il participe comme choriste à la Fondation Québec-Afrique en chantant dans le projet collectif « Les Yeux de la faim » en 1985. Par la suite, il ouvre un commerce d'instruments de musique. Il continue toutefois de composer pour le cinéma, la télévision (la mini-série Rock; SRC), le théâtre, le ballet et le spectacle. Gilles transmet sa passion de la musique à ses enfants, son fils Louis joue dans les groupes The Sainte Catherines et Yesterday's Ring.

## Someone
- Singles : 
- 1969 : Chante et danse avec moi/Il est encore temps (Sur étiquette Visa)
- 1970 : Le Magicien/Selon la Bible (Sur étiquette Canama)

- Album :
- 1975 : And Now Valiquette (Album non autorisé des "Someone" enregistré en 1971)

## Solo

### Albums studio
- 1972 : Chansons pour un café - Marie-Claire et Richard Séguin : Chœurs
- 1973 : Deuxième arrêt
- 1974 : Du même nom - Avec Plume Latraverse sur 1954.
- 1975 : Soirées d'automne
- 1976 : Valiquette est en ville
- 1978 : Vol de nuit - Véronique Sanson, Serge Fiori, Richard Séguin, etc.
- 1980 : Valiquette - Monique Fauteux, Pierre Bertrand : Chœurs
- 1993 : Pièces - Monique Fauteux, Pierre Bertrand : Chœurs
- 2015 : P.S. I Love Uke - Un hommage aux Beatles. - Avec Bruce Huard, Patrick Norman, François Cousineau, Michel Normandeau, André-Philippe Gagnon, Richard Séguin et Francine Raymond.

### Albums Live
- 1981 : En Direct De CKOI Réédité en 2008 en CD - Monique Fauteux chant et piano électrique sur Chanson d'amour plus les chœurs, Pierre Bertrand guitare acoustique et chant sur Hockey plus les chœurs.
- 2006 : Pour l'occasion
- 2007 : Secrètement public - Avec Monique Fauteux chœurs et piano, Daniel Ferland chœurs, Paul Picard percussions et Louis Valiquette mandoline.

### Compilations
- 1976 : 1972-1975
- 1992 : Où est passé le temps ?
- 1992 : Gilles Valiquette
- 1994 : Demandes spéciales
- 2008 : Les 9 premiers (Coffret de 9 CD regroupant les albums publiés de 1972 à 1993)
- 2023 : Retour à Chansons pour un café (Version 2023 de l'album Chansons pour un café)

## Collaborations
- 1972 : Pas Besoin De Frapper Pour Entrer de Jacques Michel : Gilles à la guitare solo, harmonica et aux chœurs.
- 1973 : Séguin : Premier album des Séguin après la séparation de La Nouvelle Frontière, Gilles y est présent à la guitare acoustique et électrique.
- 1973 : Dieu Ne Se Mange Plus... de Jacques Michel : Gilles guitares acoustique et électrique.
- 1974 : En Attendant des Séguin - Gilles joue la guitare solo sur 4 chansons, À Ce Moment-Là, Au Milieu Du Soleil, Monsieur Curly et Nous Voyagerons.
- 1976 : Festin D'Amour des Séguin - Gilles à la guitare solo sur Le Silence.
- 1982 : Une affaire de Cœur de Nicole Martin - Gilles écrit des textes pour six chansons et compose trois musiques.
- 1985 : Les yeux de la faim- Collectif.
- 2002 : Moi C'Est Clémence Que J'Aime Le Mieux! de Renée Claude - Gilles, arrangements, guitare acoustique, guitare synthétiseur et harmonica, Marie-Claire et Richard Séguin sont aussi présents sur cet album.

## Réalisation + Production
- 1972 : Pas Besoin De Frapper Pour Entrer de Jacques Michel, coproduction Jacques Michel, René Letarte et Richard Grégoire.
- 1973 : Pessimiste d'Alexandre Zelkine, avec entre autres, Richard Séguin et Gilles Valiquette qui jouent sur cet album.
- 1974 : Plume Poudigne de Plume Latraverse
- 1974 : Quelques Petits Soleils de Priscilla - Single
- 1975 : Av'nir du groupe progressif Av'nir
- 1975 : À court terme de Daniel Lavoie
- 1976 : Déclic du groupe Av'nir.
- 1978 : Quelle belle vie de Gilles Rivard
- 1979 : Richard Séguin de Richard Séguin
- 1979 : Sous les mots de Gilles Rivard - Single
- 1980 : Passages de Jacques Michel
- 1982 : Une affaire de cœur de Nicole Martin
- 1985 : Plein Gaz de Jean Leclerc (alias Leloup) - Single
- 1989 : Daniel Lemire et ses Tinamis de Daniel Lemire (Oncle Georges)
- 1992 : Manon de Manon Inverness
- 2010 : Where I come from - A tribute to Hank Williams de Patrick Norman

## Lauréats et nominations

### Gala de l'ADISQ

#### artistique
| Année | Catégorie                                  | Pour                                                | Résultat   |
| ----- | ------------------------------------------ | --------------------------------------------------- | ---------- |
| 1981  | microsillon de l'année                     | Starmania made in Québec (avec la troupe Starmania) | nomination |
| 1981  | microsillon de l'année - rock              | Starmania made in Québec (avec la troupe Starmania) | lauréat    |
| 1981  | spectacle de l'année - musique et chansons | Starmania made in Québec (avec la troupe Starmania) | lauréat    |
| 1993  | auteur ou compositeur de l'année           | Gilles Valiquette                                   | nomination |

#### industriel
| Année | Catégorie                       | Pour              | Résultat   |
| ----- | ------------------------------- | ----------------- | ---------- |
| 1979  | réalisateur de l'année / disque | Gilles Valiquette | nomination |

### Autre prix
- 2019 : Prix Hommage de la SOCAN[5]

### Sources
- Léo Roy, La Merveilleuse Époque des groupes québécois des années 60, Édition Rétro Laser, p. 176 (Les Someone)
- Jacques Michel Pas besoin de frapper pour entrer : https://www.discogs.com/fr/Jacques-Michel-Pas-Besoin-De-Frapper-Pour-Entrer/release/4073371
- Séguin : https://www.discogs.com/fr/S%C3%A9guin-S%C3%A9guin/release/1291597
- Jacques Michel Dieu ne se mange plus... : https://www.discogs.com/fr/Jacques-Michel-Dieu-Ne-Se-Mange-Plus/release/4395613
- En attendant : https://www.discogs.com/fr/S%C3%A9guin-En-Attendant/release/9040392
- Réalisation + Production : http://www.gillesvaliquette.com/francais/main.html
- Patrick Norman : http://www.lapresse.ca/arts/musique/critiques-cd/201002/12/01-949160-patrick-norman-la-dou-je-viens-.php
- Patrick Norman : http://www.qim.com/albums/description.asp?albumid=4041
- P.S. I Love Uke : https://gongcommunications.wordpress.com/2015/04/20/gilles-valiquette-family-friends-p-s-i-love-uke/
- Renée Claude : https://www.discogs.com/fr/Ren%C3%A9e-Claude-Moi-CEst-Cl%C3%A9mence-Que-JAime-Le-Mieux/release/6173427